# Rhytidoponera scabrior
Rhytidoponera scabrior är en myrart som beskrevs av W. C. Crawley 1925. Rhytidoponera scabrior ingår i släktet Rhytidoponera och familjen myror. Inga underarter finns listade i Catalogue of Life.